# Rheinland-Pfalz
Rheinland-Pfalz är ett förbundsland i västra Tyskland. Huvudstad är Mainz.

## Historia
Rheinland-Pfalz historia började först 1946 då den franska ockupationsmakten skapade dagens förbundsland. De områden som idag ingår i förbundslandet har dock en historia som går långt tillbaka i tiden.
Rhenlandet ockuperades av franska trupper 1918-1930 och blev avmilitariserat. I de ekonomiska och politiskt katastrofala tiderna efter första världskriget uppkom i flera städer separatistiska rörelser och grundande av Rhenska republiken (Rheinische Republik) och Autonoma Pfalz (Autonome Pfalz). Rörelserna fanns bara under kortare tid och försvann senast i samband med det ekonomiska uppsvinget efter slutet av inflationen. 
Nazismen och andra världskriget förändrade människornas liv och städernas utseende på ett avgörande sätt. De judiska samfunden blev nästan fullständigt utplånade. Luftanfallen förstörde de flesta större städerna med 80 % eller mer, då bombflygen lättare nådde de mål som låg i västra Tyskland. De amerikanska trupperna nådde Rhen i mars 1945 och kunde passera floden för första gången över bron i Remagen.

### Grundandet av Rheinland-Pfalz
Enligt beslut tagna vid Potsdamkonferensen tog Frankrike över ockupationen av nuvarande Rheinland-Pfalz från amerikanerna. Förbundslandet Rheinland-Pfalz skapades 30 augusti 1946 och var den sista delstaten som skapades i de västliga ockupationszonerna enligt den franska militärregeringens förordning nummer 57 under general Marie-Pierre Kœnig. I det nya förbundslandet ingick:
- Bayerska Pfalz;
- Regeringsområdena Koblenz och Trier, som ingått i den preussiska Rhenprovinsen;
- Regeringsområdet Montabaur, som tillhört preussiska provinsen Hessen-Nassau;
- Rheinhessen, som tillhört Folkstaten Hessen;
- Furstendömet Birkenfeld, som varit en sydlig enklav tillhörande Fristaten Oldenburg.

Därmed skiljdes historiska och ekonomiska områden (Koblenz-Bonn, Rhein-Main) ur den tidigare preussiska Rhenprovinsen med andra territorier. Den franska regeringen ville ursprungligen hålla möjligheten öppen att efter omvandlingen av Saarland till ett protektorat kunna annektera flera områden. Fransmännen utsattes dock för påtryckningar sedan amerikanerna och britterna börjat bilda tyska delstater och man bildade slutligen Baden och Rheinland-Pfalz som delstater - men att Saarland skulle kopplas samman med Rheinland-Pfalz motsatte sig den franska militärregeringen. Dr Wilhelm Boden utsågs till provisorisk ministerpresident av de franska ockupationstjänstemännen.
18 maj 1947 antogs Rheinland-Pfalz författning, Verfassung für Rheinland-Pfalz, genom en folkomröstning där 53 % röstade för. Samtidigt hölls de första valen till förbundslandets lantdag. Den konstituerade samlingen ägde rum 4 juni 1947 i den stora rådhussalen i Koblenz som blev den första huvudstaden i det nya förbundslandet. Wilhelm Boden valdes till Rheinland-Pfalz första ministerpresident. Peter Altmeier efterträdde Boden redan efter en månad. 1950 beslutade lantdagen att flytta förbundslandsregeringen till Mainz. 
En känsla av gemenskap utvecklade sig bara mycket tveksamt i "provrörslandet", "Land aus der Retorte" som skapats utan större tanke på de historiska tillhörigheterna hos invånarna. Få överlevnadschanser tillmättes förbundslandet, inte minst då man saknade större industriella centra. Inrättandet av flera militärbaser för allierade förband och Bundeswehr innebar ett uppsving för näringslivet.

### Naturen
I Rheinland-Pfalz finns ett antal bergskedjor, som från syd till nord är Pfälzerwald, Hunsrück, Westerwald och Eifel. Det högsta berget är Erbeskopf (818m), som ligger i Hunsrück. Landskapet genomskärs av flera floder, som har bildat stora dalar. Floden Rhen drar sig längs genom landet och bildar delvis gränsen till Frankrike och det tyska förbundslandet Hessen. Mittelrhendalen, som ligger mellan Bingen am Rhein och Bonn är känd för sina många borgar och slott och deras romantiska panorama. Längs landets floddalar finns det dessutom många vinodlingar på sluttningarna. Den största tyska vinodlingsregionen Rheinhessen befinner sig i Rheinland-Pfalz och också andra stora regioner som Mosel och Pfalz. Vindruvor och även exotisk frukt som till exempel fikon växer utmärkt i det varma klimatet och byarna längs Rhen förmedlar en sydlig atmosfär.

### Historiska händelser i Rheinland-Pfalz efter 1946
1948 hölls Rittersturz-konferensen på berghotellet vid utsiktspunkten Rittersturz i Koblenz där alla dåvarande tyska ministerpresidenter deltog. De beslut, Koblenzer Beschlüsse, som togs där banade vägen för skapandet av Förbundsrepubliken Tyskland. 
I Ludwigshafen inträffade en stor industriolycka, en explosion, 28 juli 1948 vid BASF som krävde 207 människoliv och 3 818 skadade. 3 122 byggnader i området sveptes med vid explosionen.
1958 mottog den första tyska förbundskanslern Konrad Adenauer den dåvarande franska presidenten Charles de Gaulle i Bad Kreuznach för att besegla det Tyska-Franska vänskapsförbundet efter andra världskriget. 
Inom ramen för Natos dubbelbeslut stationerades totalt 96 avskjutningsklara kryssningsraketer på raketbasen Pydna i Hunsrück 1986. Befolkningens protester kulminerade 11 oktober 1986 då en stor demonstration samlade omkring 200 000 människor som fredligt demonstrerade mot stationeringen. De många militärbaserna runt om i delstaten nåddes också av återkommande protester. 
28 augusti 1988 inträffade flygdagsolyckan i Ramstein (Flugtagunglück von Ramstein) på Ramstein Air Base. Vid flygolyckan dog 70 människor och 345 blev svårt skadade.
Efter 1989 har nedläggningar av ett stort antal garnisoner, framförallt amerikanska, orsakat allvarliga ekonomiska problem för Rheinland-Pfalz.

## Politik

### Ministerpresidenter
- 13 juni 1947–9 juli 1947: Dr Wilhelm Boden, CDU
- 1947–1969: Peter Altmeier, CDU
- 1969–1976: Helmut Kohl, CDU
- 1976–1988: Bernhard Vogel, CDU
- 1988–1991: Carl-Ludwig Wagner, CDU
- 1991–1994: Rudolf Scharping, SPD
- 1994–2013: Kurt Beck, SPD
- 2013–2024 : Malu Dreyer, SPD
- 2024– : Alexander Schweitzer, SPD

## Näringsliv

### Industri
Kemikoncernen BASF i Ludwigshafen och läkemedelsindustrin Boehringer Ingelheim.
DaimlerChrysler har Europas största lastbilsfabrik i Wörth am Rhein.[källa behövs]
Opel har en fabrik i Kaiserslautern.
Dryckestillverkarna Bitburger och Gerolsteiner Brunnen.

## Kommunikationer
Flygplatsen Frankfurt-Hahn ligger i distriktet Rhein-Hunsrück-Kreis i den centrala delen av förbundslandet.

## Administrativ indelning
Rheinland-Pfalz är delat i 24 distrikt (Landkreise) och 12 distriktfria städer.

### Distrikt
(med bokstäver på fordonsregistreringsskyltar)
1. Ahrweiler (AW)
2. Altenkirchen (AK)
3. Alzey-Worms (AZ)
4. Bad Dürkheim (DÜW)
5. Bad Kreuznach (KH)
6. Bernkastel-Wittlich (WIL)
7. Birkenfeld (BIR)
8. Cochem-Zell (COC)
9. Donnersbergkreis (KIB)
10. Eifelkreis Bitburg-Prüm (BIT)
11. Germersheim (GER)
12. Kaiserslautern (KL)
13. Kusel (KUS)
14. Mainz-Bingen (MZ)
15. Mayen-Koblenz (MYK)
16. Neuwied (NR)
17. Rhein-Hunsrück-Kreis (SIM)
18. Rhein-Lahn-Kreis (EMS)
19. Rhein-Pfalz-Kreis (RP, tidigare LU)
20. Südliche Weinstraße (SÜW)
21. Südwestpfalz (PS)
22. Trier-Saarburg (TR)
23. Vulkaneifel (DAU)
24. Westerwaldkreis (WW)

### Distriktsfria städer
(med bokstäver på fordonsregistreringsskyltar)

1. Frankenthal (Pfalz) (FT)
2. Kaiserslautern (KL)
3. Koblenz (KO)
4. Landau in der Pfalz (LD)
5. Ludwigshafen am Rhein (LU)
6. Mainz (MZ)
7. Neustadt an der Weinstrasse (NW)
8. Pirmasens (PS)
9. Speyer (SP)
10. Trier (TR)
11. Worms (WO)
12. Zweibrücken (ZW)

### Andra viktiga städer
- Bingen am Rhein

se även: Lista över städer i Rheinland-Pfalz